# Talitha Kumi
Talitha Kumi (reichsaramäisch טליתא קומי Ṭalīṯā Qūmī; arabisch طاليثا قومي, DMG Ṭālīṯā Qūmī; griechisch ταλιθὰ κούμι) in Bait Dschala ist eine renommierte Schule im palästinensischen Autonomiegebiet. In Talitha Kumi werden derzeit ungefähr 900 Schüler vom Kindergarten bis zur zwölften Klasse von über 50 Lehrern nach dem palästinensischen Lehrplan unterrichtet.

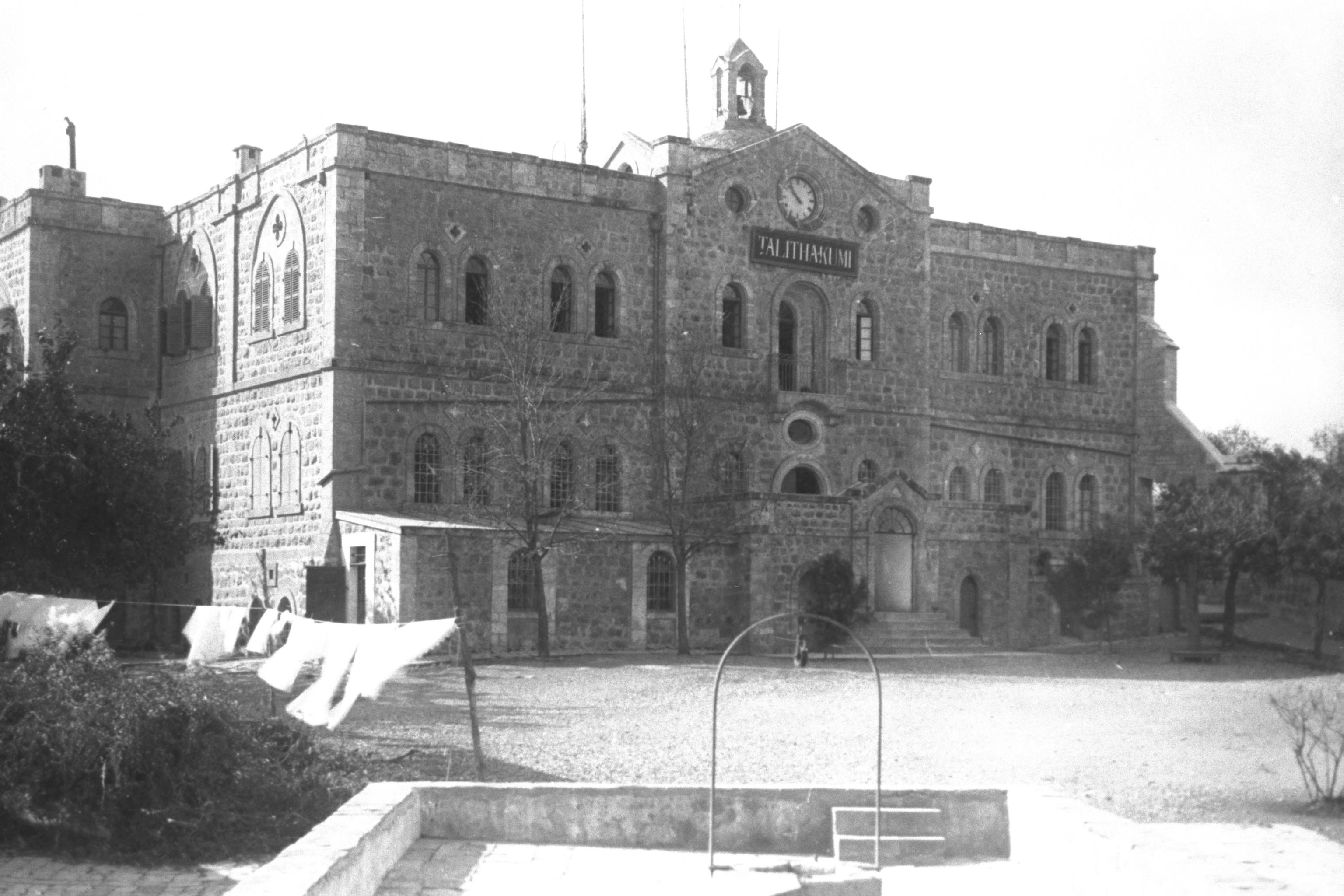
Das 1866–1868 von Conrad Schick erbaute Schulhaus Talitha Kumis (Abriss 1967)

Der Name der Schule verweist auf eine Begebenheit, die der Evangelist Markus erzählt: Bei der Auferweckung der Tochter des Jairus ergriff Jesus das Kind bei der Hand und sprach: „Talitha Kumi! - das heißt: Mädchen, ich sage dir, steh auf!“ (Mk 5,41 ) Unter dem gleichen Namen existierten früher auch in Deutschland zahlreiche diakonische Einrichtungen, z. B. das Magdalenenasyl „Talitha kumi“ in Niederlößnitz bei Dresden. Die Schule ist eine von 140 offiziellen Deutschen Auslandsschulen.

## Geschichte
Theodor Fliedner, im Jahr 1833 Gründer der Diakonissenanstalt Kaiserswerth und in Großbritannien erfolgreicher Spendensammler für diese Arbeit, traf 1846 in London Samuel Gobat, gerade zum zweiten anglikanischen Bischof von Jerusalem geweiht, wobei sie sich auch über das erfolgreiche diakonische Wirken in Kaiserswerth austauschten.:82 Fliedner bot Gobat dann 1850 an, ein Diakonissenhaus in Jerusalem einzurichten.:82
Fliedner war auch Berater des preußischen Königs Friedrich Wilhelms IV. in Fragen des Ausbaus der Diakonissenarbeit in zentralen und östlichen Bereichen der Monarchie. Fliedner gewann den religiösen König, der aus dieser Haltung heraus das anglo-preußischen Bistum Jerusalem initiiert hatte, das 1841 gegründet worden war, die Niederlassung der Diakonissen in Jerusalem im Sandschak Jerusalem des osmanischen Vilayets Syrien finanziell zu unterstützen.:83
Zur weiteren Verwendung durchs Bistum Jerusalem wurden 1842 auf Betreiben des Königs aus Mitteln des preußischen Kollektenfonds für das Bistum Jerusalem zwei Häuser (Haus Ǧirǧīs und Haus Matūk) in der Jerusalemer Altstadt erworben,:82 welche die ersten vier Diakonissen Adelheid Bleibtreu (* 1816), Katharine Evers (1813–1851), Pauline Keller (1826–1909) und Henriette Zenke (1809–1855) und Fliedner als ihre Reisebegleitung nach ihrem Eintreffen am 17. April 1851 in der Heiligen Stadt:83 wegen Feuchtigkeit als völlig ungeeignet für das zu gründende Diakonissenhaus ablehnten.:38seq.
Der preußische Konsul in Jerusalem Ernst Gustav Schultz musste schnell Abhilfe schaffen, daher räumte er den Diakonissen ein Quartier im Haus Chalil Aġa ein, das ebenfalls der preußische Kollektenfonds am 3. November 1846 erworben hatte,:37, Fußnote 37 um darin auf königlichen Wunsch ein Preußisches Hospiz für protestantische Pilger einzurichten.:39 Der Bau erhielt seinen Namen von seinem früheren Eigentümer as-Sayyid خليل آغا الرساس‎ طر يق / Chalil Aġa ar-Rassass und hatte bis 1845 William Tanner Young, erster britischer Konsul zu Jerusalem, als Domizil gedient.:27
Der im Jahr 1849 eingetroffene erste österreichische diplomatische Vertreter in Jerusalem, Vicekonsul Graf Giuseppe Pizzamano hatte das noch ungenutzte künftige Hospiz gemietet und ausgebaut und Schultz kündigte ihm nun umgehend den Vertrag, wobei die Diakonissen Teile der Einrichtung erwarben.:39 Am 1. November 1850 hatte der König 1.000 Reichsthaler aus seinem Legationsfonds gewährt, das Hospiz einzurichten, das am 10. September 1851 im Haus Chalil Aġa die Tore öffnete,:28 die vier Diakonissen sorgten für die Gäste. Zunächst hatten die Diakonissen das komplette Obergeschoss für ihre Zwecke hergerichtet und bezogen es ab 30. April 1851 als Diakonissenhaus,:40 Pizzamano räumte in der Folgezeit auch das Erdgeschoss.
Evers und Zenke, ausgebildete Krankenschwestern, nahmen am 2. Mai 1851 in Räumen des Diakonissenhauses das Diakonissenkrankenhaus Jerusalem in Betrieb, erster Patient war tags darauf der bergische Schreiner Friedrich Großsteinbeck (1821–1858; Großonkel John Steinbecks).:40 Am 4. d. M. weihte Gobat in Gegenwart vieler Gäste offiziell das Diakonissenkrankenhaus ein und zwei Tage später übernahmen Bleibtreu und Keller ihre Aufgabe als Lehrerinnen an der anglophonen Bishop-Gobat-School,:84 am 10. November 1847 gegründet.:80 Die Gehälter der beiden Diakonissen im Krankendienst zahlte das Bistum, die Lehrerinnen bezahlte Deutschlands ältester reiner Frauenverein die Morgenländische Frauenmission.:84 Die Erziehungsarbeit an der weiblichen Jugend des Heiligen Landes, um die speziell sich bisher niemand kümmerte, begann.

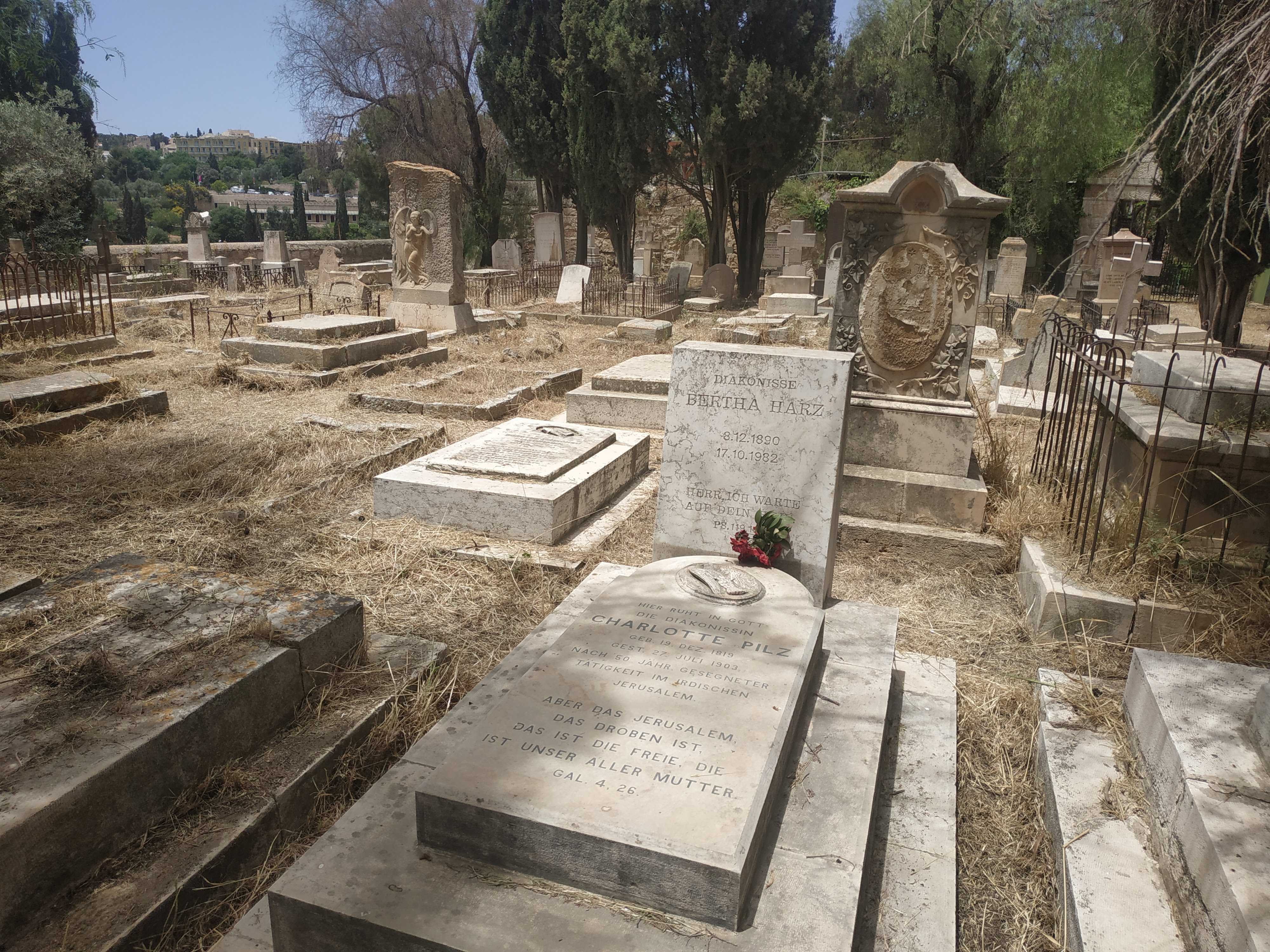
Gräber von Bertha Harz und Charlotte Pilz, Zionsfriedhof (Jerusalem)

Der Unterricht für die Schülerinnen wurde ab Ende 1852 im Diakonissenhaus erteilt,:84 die Knaben bezogen 1856 ein neues Schulgebäude, das seit 1967 das Jerusalem University College nutzt. Im Sommer 1853 kam als dritte Lehrerin Charlotte Pilz (1818–1903) hinzu, die in über 50 Jahren im Dienst als Diakonisse in Jerusalem prägend wurde.:85 Inzwischen Vorsteherin der Jerusalemer Diakonissen überzeugte sie Bischof Gobat Mitte März 1856, die bereits räumlich getrennte Mädchenschule als selbständige deutschsprachige Diakonissenschule auch organisatorisch von der anglophonen bischöflichen Schule zu lösen.:86
Die drei Einrichtungen der Diakonissen drängten sich in einem Gebäude. Das Preußische Hospiz zog 1854 auf Drängen der Diakonissen in ein eigenes Domizil:32 und der Johanniterorden übernahm es 1858, das seither als Johanniterhospiz Jerusalem besteht.:46 Mit Spenden, 13.000 Taler von Friedrich Wilhelm IV. und 1.000 Taler von der Morgenländischen Frauenmission sowie weiteren Zuwendungen, konnten die Diakonissen das Haus Chalil Aġa 1856 aus Händen des Kollektenfonds erwerben.:86seq. Pilz gewann im April 1857 Fliedner dafür, der zum zweiten Mal in Jerusalem weilte, durch einen Neubau der räumlichen Enge Abhilfe zu schaffen.:87
Zu diesem Zweck starteten sie eine Sammelaktion und mit den eingehenden Spenden kauften die Diakonissen 1858 ein Grundstück nordwestlich vor den Stadtmauern Jerusalems etwas südlich der Landstraße nach Jaffa, das sie Gottfriedshöhe nannten, weil nach alter Überlieferung die anrückenden Kreuzfahrer unter Gottfried von Bouillon auf jener Höhe innehielten, um Jerusalem zu erblicken.:87 Im Juli 1858 berichtete Pilz, dass sie eine Spende über 500 Taler des Johanniterordens nutzen konnte, um den Neubau dort zu beginnen. Im Jahr 1859 kauften die Diakonissen ein anliegendes Nachbargrundstück von Johannes Frutiger hinzu.:87seq. Pauline Keller heiratete 1858 den Afrikamissionar Johann Martin Flad und verließ die Schule.

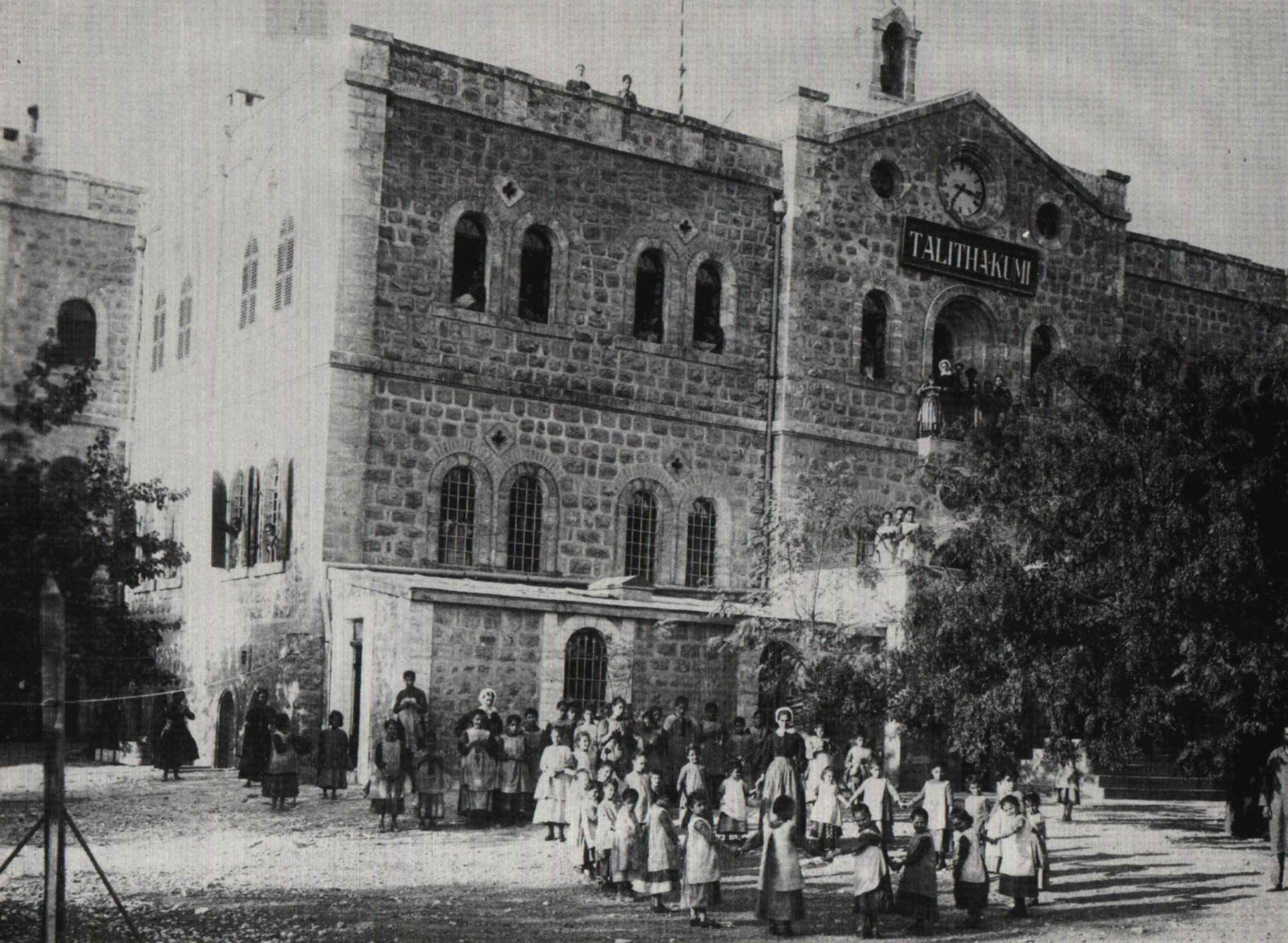
Talitha Kumi 1905 mit Schülerinnen und Diakonissen

Die begrenzten Geldmittel des Diakonissenhauses zwangen, zunächst dessen Ausbau in der Altstadt vorzunehmen, bevor 1861 der Neubau fortgesetzt werden konnte.:88 Im August 1861 logierte mit Pilz erstmals jemand einige Wochen im ersten Bauabschnitt von 1858, um den Fortgang der Bauarbeiten zu begleiten.:88 Der Architekt Conrad Schick begann 1866 im Auftrag der Diakonissen auf der Gottfriedshöhe den Neubau eines Kinderkrankenhauses.:88
Der Nachfolger des im Jahr 1864 verstorbenen Fliedners, sein Schwiegersohn Julius Disselhoff machte sich 1866 selbst ein Bild der Diakonissenanstalt in der Altstadt Jerusalems, wobei er sich der Enge der im Schnitt 90 Personen, die täglich das Diakonissenhaus frequentierten (50 Schülerinnen, 30 Patienten und 10 Diakonissen und weitere Mitarbeiter), bewusst wurde und dann Ende des Jahres in Kaiserwerth beschloss, Schicks Neubau in der entstehenden Neustadt nicht als Krankenhaus zu nutzen, sondern darin die Mädchenschule der Diakonissen einzurichten.:88 Im Jahr 1905 eröffneten die Diakonissen zudem ein Lehrerinnenseminar für arabische Frauen und eine Diakonissenschule für Probeschwestern orientalischer Herkunft.

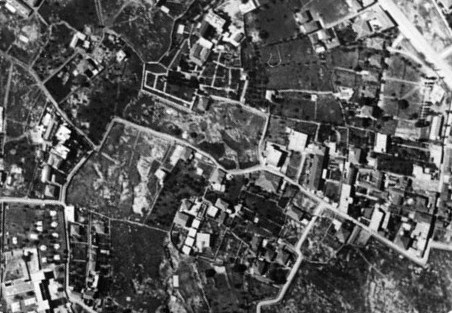
Luftbild 1918: Die Landstraße nach Jaffa (oben rechts), Talitha Kumi (oben Mitte), Schmidtschule vor dem Jaffator mit hellen Dächern, Vorbau und Türmchen (unterhalb der Mitte, ab vom Rand rechts) und Monastère Ratisbonne (unten links)

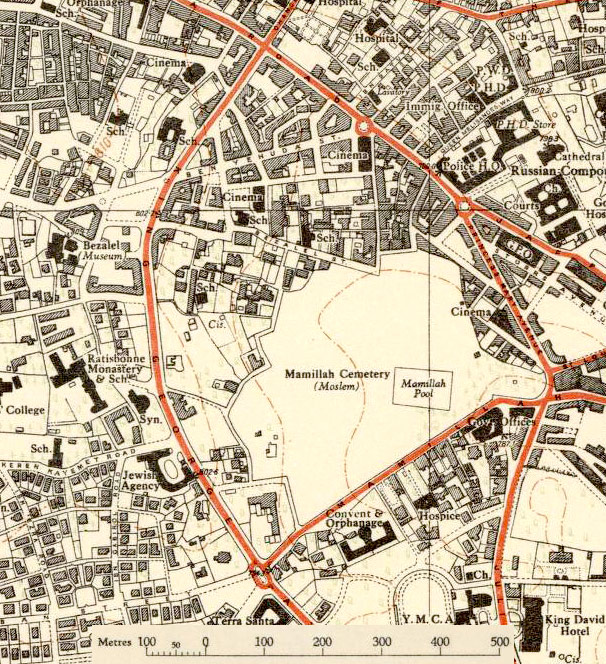
Rund um den Mamilla-Friedhof 1946: Talitha Kumi nordwestlich der Mitte angezeigt durchs Kürzel Sch. oberhalb des Straßennamens King George [St.], der Mitcham Schmidt ist mittig dargestellt durchs Kürzel Sch. (für Schmidt’s Girls’ College) über dem Namenszug Bezalel St., wie der Rechov Hillel damals noch hieß

Charlotte Pilz weihte dann am 28. Januar 1868 den fertig gestellten Neubau als Mädchenschule ein, der man den neuen aramäischen Namen Talitha Kumi beilegte: „Wie der Herr die Tochter des Jairus durch dieses Wort aus dem leiblichen Totenschlummer erweckte, so will er ja so gern auch zu dem im geistlichen Todesschlummer liegenden weiblichen Geschlechte des heiligen Landes ein lebensschaffendes Talitha Kumi!“ entbieten, wie es die Zeitschrift Armen- und Krankenfreund im gleichen Jahr formulierte.:89 Die Diakonissen unterrichteten schon im ersten Jahr am neuen Standort 89 Schülerinnen, neben Christinnen auch 16 Musliminnen.:89 Zu Talitha Kumi gehörte ein Alumnat, aber auch Externe besuchten die Schule.
In der Umgebung Talitha Kumis, seit 1924 mit der Nr. 18 durch den neuen Rechov haMelech George (hebräisch רְחוֹב הַמֶּלֶךְ גּ׳וֹרְג׳ deutsch ‚Straße des Königs Georg‘, englisch King George Street, arabisch شارع الملك جورج, DMG Šāriʿa alMalik Ǧūrǧ) erschlossen, nahmen auch andere europäische christliche Werke ihr Tätigkeit auf, wie 1873 das Aussätzigen-Asyl Jesus-Hilfe (von Talitha Kumi 850 Meter Wegs südostwärts im Rechov Agron 20, seit 1887 Kloster der Lazaristen), 1874 kaufte Alphonse Ratisbonne das 450 Meter südwestlich gelegene Grundstück für das künftige Waisenhaus Orphelinat Saint-Pierre de Sion (heute Monastère Ratisbonne der Schwestern Unserer Lieben Frau von Sion im Rechov Schmu'el ha-Nagid 26) und die 1877 gegründete Deutsch-katholische Niederlassung vor dem Jaffator (heute Mitcham Schmidt, 350 Meter Fußweg südöstlich im Rechov Hillel 25/27).:22
Seit 1868 belegte das Diakonissenkrankenhaus den gesamten Bau des Hauses Chalil Aġa, bevor es im Juli 1894 einen modern ausgestatteten Neubau in der Prophetenstraße 49 bezog, ebenfalls in der nordwestlichen Jerusalemer Neustadt nur 450 Meter nördlich Talitha Kumis. Ihre bisherige Anstalt verkauften die Diakonissen 1895 an das Maronitische Patriarchat von Antiochien, das darin seit 1899 ein Pilgerhospiz unterhält, das die maronitischen Schwestern von der Kongregation der Heiligen Therese vom Kinde Jesus betreiben. Es liegt in der Nr. 25 des nach dem Konvent der Nonnen benannten Rechov Minsar haMaronitim (רְחוֹב מִנְזַר הַמָּרוֹנִיטִים / ‚Straße des Klosters der Maroniten‘) nordöstlich der Christuskirche.

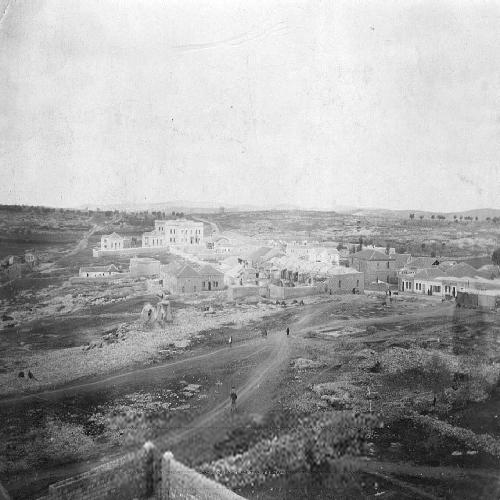
Talitha Kumi 1911, abseits südlich der Landstraße nach Jaffa, bevor 1924 der neue Rechov haMelech George einen modernen Anschluss schuf

Mit Beginn des Ersten Weltkrieges 1914 wollte die Hohe Pforte alle Bildungseinrichtungen unter ausländischer Leitung schließen, was dank der deutsch-osmanischen Waffenbrüderschaft als Mittelmächte schließlich unterblieb. Im Gegenteil Talitha Kumi wuchs, da Bildungseinrichtungen mit Trägerschaft in Staaten der Triple Entente hatten schließen müssen, worauf manche derer Schülerinnen an die Diakonissenschule wechselten.:99 Nach der Schlacht um Jerusalem (1917) zogen sich die Streitkräfte der Mittelmächte zurück und britisches Militär nahm am 9. Dezember 1917 Jerusalem ein.
Im Jahr 1918 dann musste die Schule als Einrichtung unter feindlich ausländischer Leitung schließen und die meisten Männer deutscher oder anderer Feindstaatsangehörigkeit wurden als feindliche Ausländer zur Internierung 1918 in ein Lager südlich von Ghaza und schließlich nach Helwan gebracht, während wenige davon ausgenommene Männer sowie die Frauen und Kinder feindlicher Staatsangehörigkeit strenger Polizeiaufsicht unterstellt wurden.:134, 136 und 137 Deutschland betraute den spanischen Konsul Antonio de la Cierva y Lewita, Conde de Ballobar (1885–1971) damit, Rechte und Interessen deutscher natürlicher und juristischer Personen bei den Briten zu vertreten.
Das britische Militär errichtete die Besatzungsverwaltung Occupied Enemy Territory Administration South (OETA South), die alles Eigentum natürlicher und juristischer Personen deutscher und anderer feindlicher Staatszugehörigkeit in Gewahrsam nahm. Im Jahr 1918 übernahm der Beamte Edward Keith-Roach als Public Custodian of Enemy Property die Verwaltung des beschlagnahmten Eigentums und vermietete es einstweilen.:138 Im Bau wurde die British High School for Girls eingerichtet.:218
Auf der Konferenz von Sanremo im April 1920 einigten sich die verbliebenen Entente-Mitglieder darauf, Palästina in britische Obhut zu geben, woraufhin am 1. Juli 1920 offiziell die britische Zivilverwaltung die OETA ablöste. Von diesem Zeitpunkt an überwies Keith-Roach die erzielten Mieteinnahmen für Immobilien in öffentlichem Gewahrsam an die eigentlichen Eigentümer.:143 Der Völkerbund legitimierte das Entente-Übereinkommen von Sanremo, indem er Großbritannien 1922 das Völkerbundsmandat für Palästina erteilte. Die Türkei, die Rechtsnachfolgerin des Osmanischen Reiches, legalisierte schließlich das britische Mandat durch den Vertrag von Lausanne, der am 24. Juli 1923 unterzeichnet wurde und nach den Ratifikationen am 5. August 1925 in Kraft trat.:150:189
Deutsches Vermögen in Mandats-Palästina wurde anders behandelt als solches in Ländern, die mit Deutschland im Kriegszustand gewesen waren, denn als Teil des verbündeten Osmanischen Reichs war das Heilige Land nicht im Kriegszustand mit Deutschland gewesen, so dass zwischenzeitlich in Gewahrsam genommenes Vermögen Schritt für Schritt schließlich an die eigentlichen Eigentümer restituiert wurde.:138 Am 3. Juli 1925 restituierte Keith-Roach Talitha Kumi den Kaiserswerther Diakonissen und die Mädchenschule eröffnete wieder mit zunächst 35 Internen.:101seq. Die Mandatsmacht verlangte das Englische als Hauptunterrichtssprache zu verwenden.:40
Die Schule wurde peu à peu um neue Unterrichtsfelder erweitert, eine Haushaltsschule kam hinzu. Finanziell wurde es ab Ende 1931 unsicherer. Die politische Unsicherheit in Deutschland hatte eine starke Kapitalflucht ausgelöst, die die Reichsregierung im Dezember 1931 nicht mit vertrauensbildenden Maßnahmen wehrte, sondern durch eine Devisenzwangsrationierung, die so genannte Reichsfluchtsteuer. Zunächst jedoch wurden kirchlichen Institutionen für religiöse Zwecke Devisen noch unbürokratisch zugeteilt.
Beginnend mit dem Jahr 1933, hatte das NS-Regime in Deutschland versucht, Einfluss auf deutsche Schulen im Heiligen Land zu nehmen, wobei es die Abhängigkeit der Schulträger von Devisenzuteilungen erfolgreich zu nutzen wusste. Pastor Detwig von Oertzen und Propst Ernst Rhein bekämpften die Entkonfessionalisierung der evangelischen Schulen.:212 Die Reichszuschüsse für Auslandsschulen wurden von der Entchristlichung des Schullebens und Unterrichts sowie der Einführung nationalsozialistischen Weltanschauungsunterrichts abhängig gemacht, welchen Forderungen evangelische deutsche Schulen sich oft nicht entzogen.:88 Um dennoch wieder Einfluss auf den Lehrplan zu gewinnen, versuchte Propst Rhein, in die palästinensische Landesgruppe des Nationalsozialistischen Lehrerbundes aufgenommen zu werden, was ihm aber dessen Präsident Dr. Kurt Hegele verwehrte.:208 Außer Rhein und einigen weiteren evangelischen Missionslehrern waren in Palästina bis 1938 alle nichtjüdischen Lehrer deutscher Staatsangehörigkeit Mitglieder im NSLB geworden.:207
Nachdem Deutschland das britische Ultimatum verstreichen hatte lassen, bis 3. September 1939 die Aggression gegen Polen zu beenden und die Streitkräfte zurückzuziehen, erklärte das Vereinigte Königreich Deutschland den Krieg und der Custodian Edward Keith-Roach nahm feindstaatliches Vermögen erneut in öffentlichen Gewahrsam, so auch Talitha Kumi, aber ohne es zu schließen.:215 Im Zweiten Weltkrieg internierte die Mandatsregierung zunächst nichtjüdische Männer feindlicher Staatsangehörigkeit erneut und entzog feindlichen Frauen und Männern sämtliche bislang ausgeübte Leitungsaufgaben, wie Schwester Bertha Harz (1890–1982) als Leiterin Talitha Kumis.:110
Einrichtungen der Daseinsvorsorge wie Heime, Spitäler und Schulen, die juristische Personen feindlich-ausländischer Staatszugehörigkeit betrieben, blieben anders als im Ersten jedoch im Zweiten Weltkrieg aktiv, wurden aber durch die Mandatsbehörden geeignet erscheinender neuen Leitungen unterstellt, unter Aufsicht des neuen Committee for the Supervision of German Educational Institutions, initiiert durch Bischof George Francis Graham Brown.:215

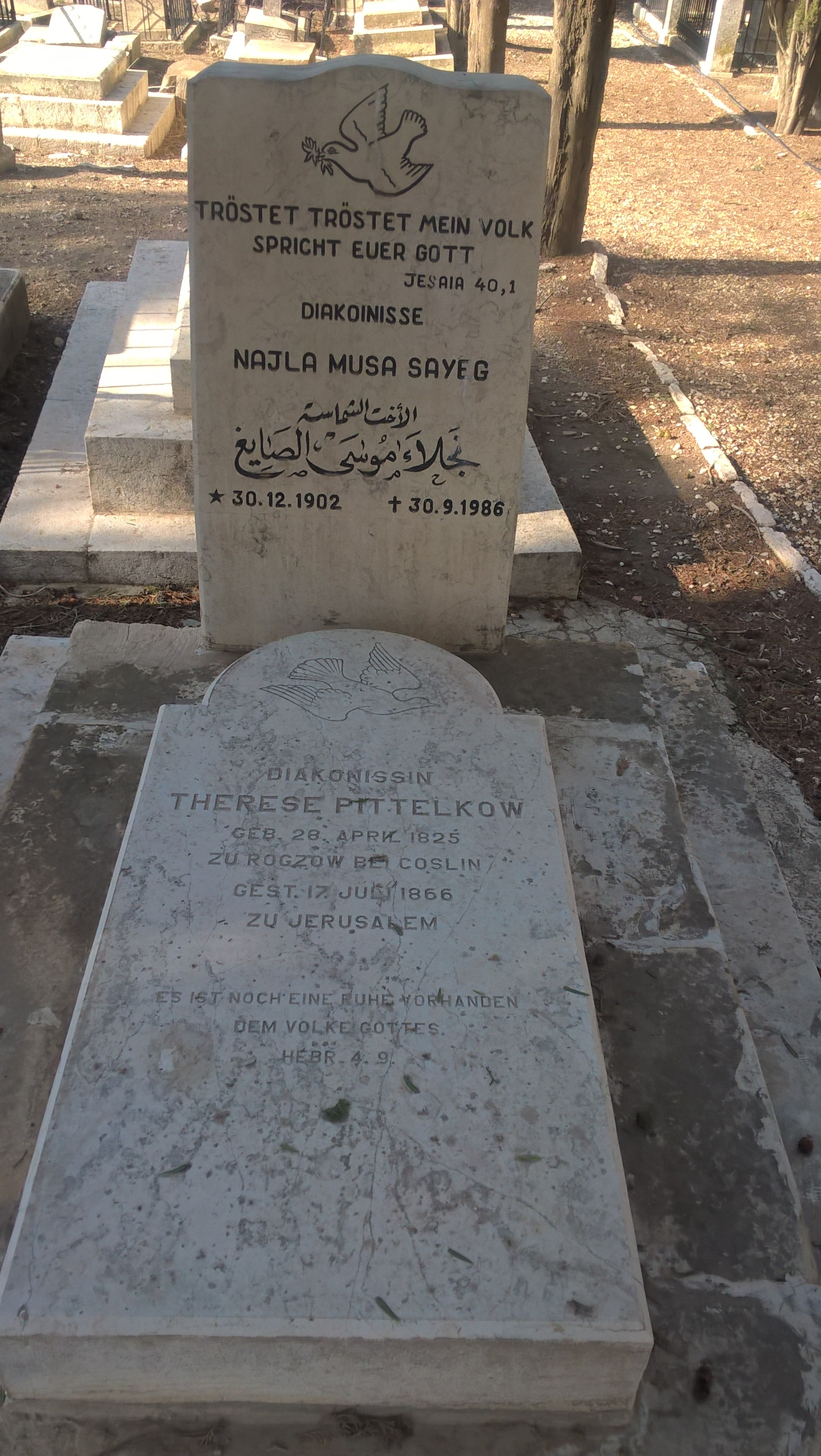
Gräber Najla Moussa Sayeghs und Therese Pittelkows, Zionsfriedhof, Jerusalem

Nach kurzem Intermezzo unter kommissarischer Leitung durch eine niederländische Quäkerin, übertrugen die Mandatsbehörden die Leitung an Talitha Kumis eine einheimische Diakonisse, Najla Moussa Sayegh (نجلاء موسى صايغ; 1902–1986),:110 die andere war Schwester Afife Basil (عفيفة باسيل; 1877–1937) gewesen. Nach Beginn des deutschen Überfalls auf westeuropäische Länder ab 10. Mai 1940, internierten die britischen Mandatsbehörden auch die meisten nichtjüdischen deutschen Frauen als feindliche Ausländerinnen.:210 Mitte Juni 1940 verhaftete die Palestine Police Moussa Sayegh unter dem Vorwurf der Agitation für den Feind.:210 Später wurde sie auf ihren Wunsch nach Wilhelma überstellt, ein Templerdorf, das mitsamt seinen palästinadeutschen Einwohner als britisches Internierungslager für feindliche Ausländer diente, wo auch Bertha Harz sich aufhalten musste.
Von 4. Juni 1940 bis 20. April 1948 befand sich Schwester Harz als feindliche Ausländerin dann in britischer Internierung.:111 Bis 1945 zunächst, um feindliche Tätigkeit gegen Alliierte zu unterbinden, nach dem Krieg dann, um ihre Sicherheit zu gewährleisten, denn das Bekanntwerden des deutschen Völkermords an europäischen Juden (Schoah) ließ die Mandatsmacht befürchten, jüdische palästinensische Heißsporne könnten gewaltsam gegen nichtjüdische Deutsche im Lande vorgehen, was selten auch geschah. Die Briten evakuierten ihre verbliebenen internierten Schutzbefohlenen im April 1948 aus Palästina, um sie vor dem eigenen Abzug außer Landes zu bringen.
Für die auf Beschluss der UNO vom 29. November 1947 im Mai 1948 vorzunehmende Teilung des Mandatsgebiets in einen Staat für Juden und einen für nichtjüdische Araber – jeweils mit Minderheitenschutz – kündigten benachbarte Staaten – sämtlich Mitglieder der Arabischen Liga – die Invasionen ihrer Streitkräfte an, um die Gründung Israels militärisch zu unterbinden bzw. rückgängig zu machen. In Erwartung dieses angekündigten Krieges verließen viele nichtjüdische und jüdische Palästinenser jeweils ihre Wohnorte, von denen sie erwarteten, das sie umkämpft sein würden und suchten Schutz an Orten die sicher schienen.
Während jüdische Schutzsuchende in keinem der benachbarten Länder auf sichere Aufnahme hoffen konnten, blieben sie als Binnenflüchtlinge im Lande. Nichtjüdische Palästinenser mit verwandtschaftlichen Verbindungen ins Ausland oder die ihren Aufenthalt außer Landes selbst finanzieren konnten, verließen auch Palästina auf Zeit,:95 bis sie nach einem erhofften arabischen Sieg zurückkehren könnten.
Im Vorlauf des Einmarsches der Streitkräfte arabischer Nachbarstaaten mühten sich die Parteien im Lande – einerseits antizionistische überwiegend nichtjüdische und zionistische überwiegend jüdische Palästinenser andererseits – darum, auch mit Gewalt Positionen und Posten einzunehmen bzw. zu halten, die im bevorstehenden Krieg strategisch wichtig erschienen, was sich zum Palästinensischen Bürgerkrieg auswuchs.
Ab Dezember 1947 sickerte die aus Freiwilligen gebildete irreguläre Arabische Befreiungsarmee, finanziert durch die Arabische Liga, ins Mandatsgebiet Palästina ein, und beteiligte sich am Bürgerkrieg. Unter diesen Umständen stellte Talitha Kumi, des inmitten überwiegend jüdisch bewohnter Neustadtviertel lag, den Betrieb ein und entließ die Schülerinnen in die Obhut ihrer Eltern. Die verbliebenen Diakonissen räumten Talitha Kumi und fanden im Aussätzigen-Asyl Jesus-Hilfe der Herrnhuter Brüdergemeine Aufnahme.:228
Im Krieg um Israels Unabhängigkeit erlangten die kämpfenden Parteien gewisse Linien, die sie 1949 im Waffenstillstand als Grüne Linie zwischen den Stellungen der Kriegsgegner fixierten. Einen Friedensschluss lehnten die arabischen Kriegsparteien ab, entsprechend gab es keine grenzüberschreitende Reiseregelung. Ohne diese und mit den Schülerinnen und Lehrkörper im Ostteil Jerusalems und im übrigen Westjordanland, die Jordanien 1950 beide annektierte, und dem Schulkomplex im israelischen Westteil der Stadt blieb allein die Option, den Schulbetrieb an einem neuen Standort aufzunehmen.
Mit Israels Unabhängigkeit am 14. Mai 1948 übernahmen israelische Behörden den Schulkomplex Talitha Kumis aus britischem Gewahrsam und 1950 dann enteignete die israelische Regierung, gemäß einem Gesetz der Knesset, alles beschlagnahmte deutsche Vermögen entschädigungslos im Vorgriff auf eine Regelung israelischer Forderungen an Deutschland.
Daher überließ der Jerusalemsverein dem Diakoniewerk Kaiserswerth sein Gemeindezentrum in Beit Dschala im شارع مريم العذراء / Šāriʿa Maryam al-ʿAḏrā' 89 / ‚Straße der Jungfrau Maria‘, für die Wiederaufrichtung Talitha Kumis, das nach dem Aufbau bald zu klein wurde. Die deutsche Bundesregierung und Israel vereinbarten 1952 am Rande des deutsch-israelischen Luxemburger Abkommens ein Verfahren zur Anerkennung und Abgeltung der gegenseitig vertretenen Forderungen (Deutschland vertrat enteignete natürliche und juristische Personen deutscher Staatsangehörigkeit und Israel jene seiner Bürger, die mit dem nackten Leben deutschem Judenmord entkommen waren), wobei sich die konkrete Einigung bis 1962 hinzog.
Die Enteignung schloss Einrichtungen sakralen Charakters nicht ein. Am 29. August 1951 vereinbarten Israel und Lutherischer Weltbund eine Entschädigung für alle enteigneten Einrichtungen im ehemaligen Eigentum deutscher protestantischer Organisationen.

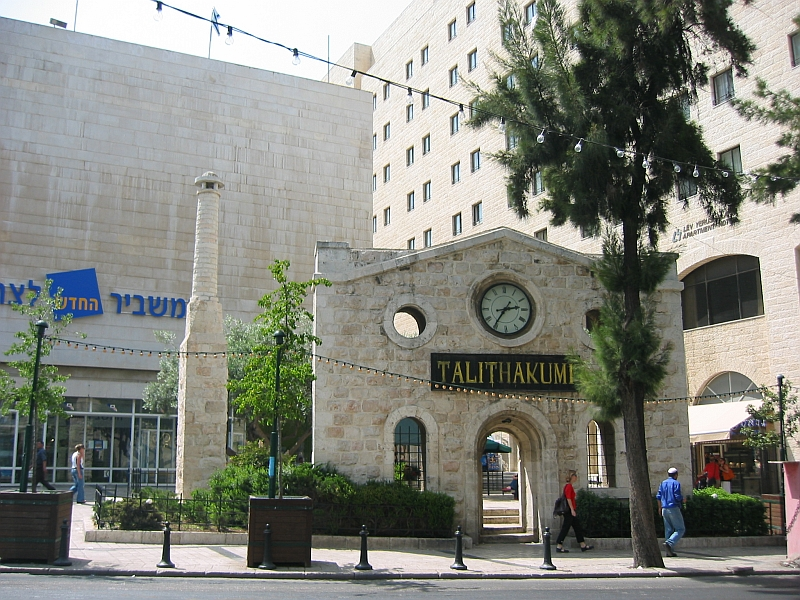
Oberes des Mittelrisalits des ehemaligen Talitha Kumi vor HaMaschbīr laZarchan im Rechov haMelech George 20, Jerusalem (2007)

Dabei übertrug Israel dem Lutherischen Weltbund all deren Einrichtungen sakralen Charakters zur freien Verfügung, während es alle anderen Einrichtungen protestantischer Organisationen aus Deutschland als verstaatlichtes Eigentum einbehielt und entschädigte. Das Gebäude wurde nach verschiedenen Nutzungen 1981 im Rahmen der Verdichtung und Citybildung im Kerngebiet der Jerusalemer Neustadt abgebrochen und wich dem 1967-1970 von Anatol Brutzkus erbauten Kaufhaus HaMaschbīr laZarchan / המַשְׁבִיר לַצַּרְכָן / ‚der [Blockade]Brecher für den Kunden‘, der auf einen genossenschaftlichen Lebensmittelversorger in der Versorgungsblockade 1916 zurückgeht. Proteste von Denkmalschützern wendeten den Abriss nicht ab, aber Elemente des Baus, eins mit der bekannten Uhr aus dem Badenschen, ein verzierter Schornstein und ein Mauersegment mit Biforium wurden im Fußgängerbereich vor den Kaufhausneubau aufgestellt.

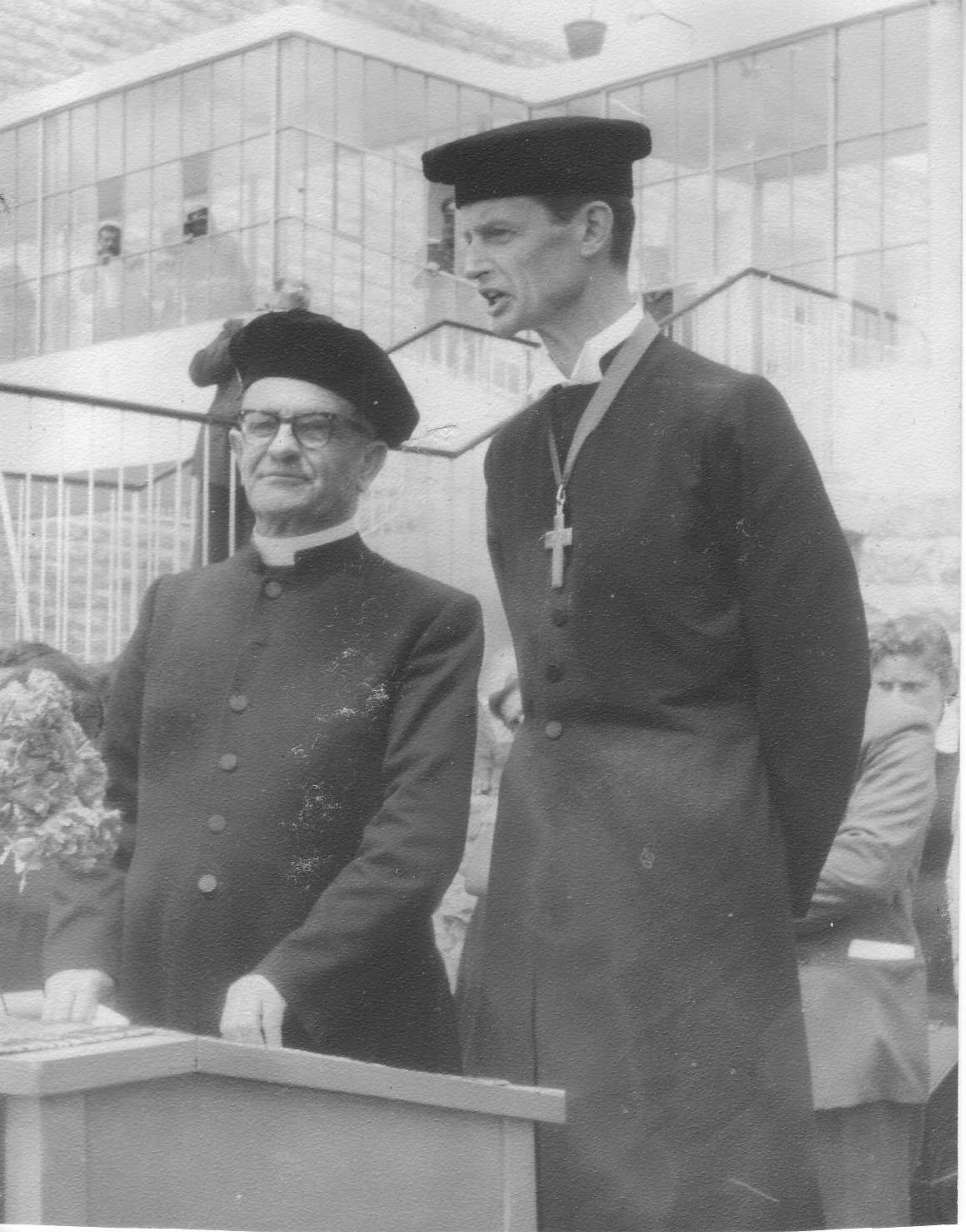
Pastor Elias Shehade und Propst Carl Malsch 1961 bei Einweihung des neuen Schulgebäudes

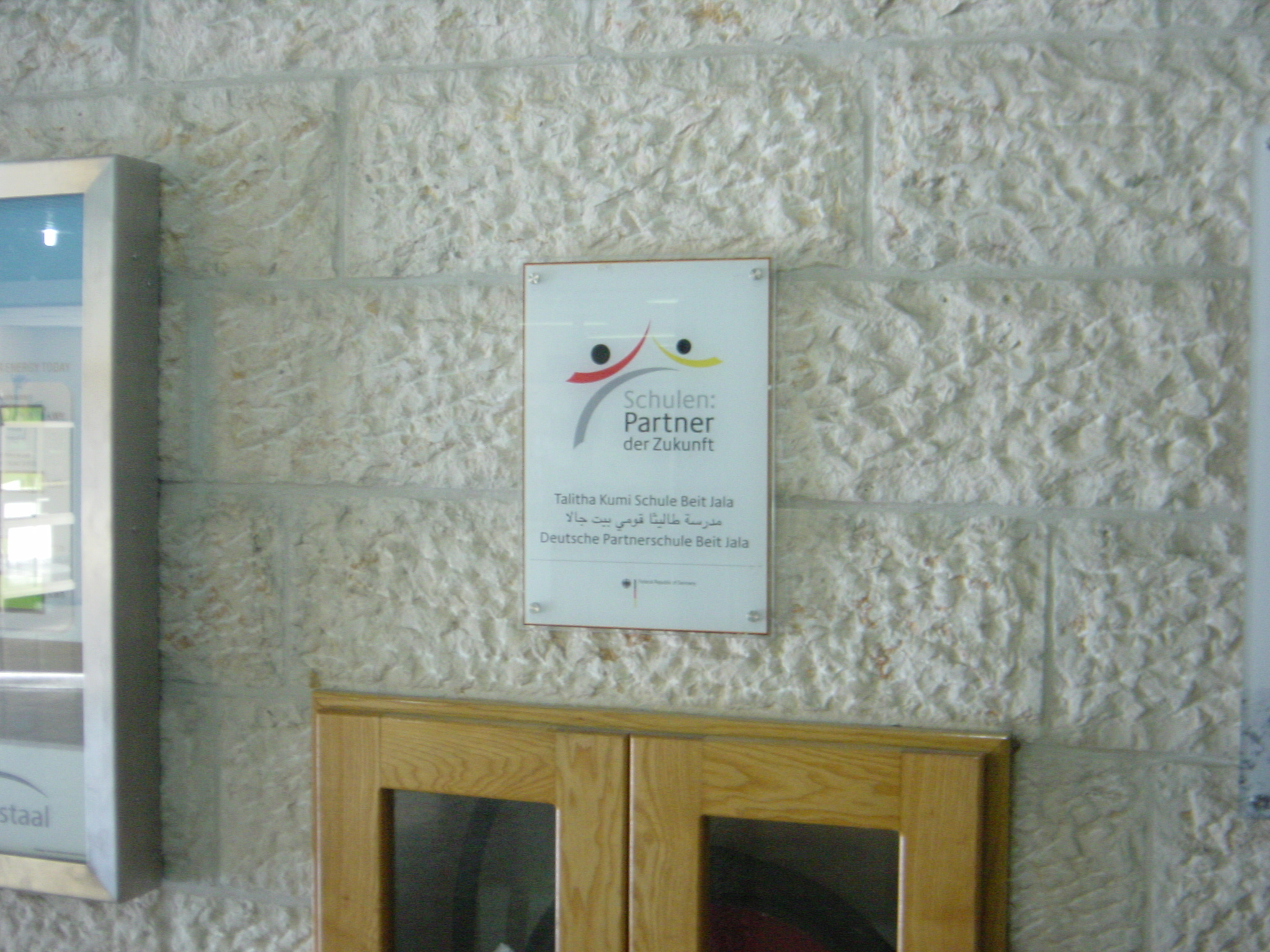
Im Schulgebäude Talitha Kumi in Beit Jala, 2013

- 1959 Es entstand ein neues Talitha Kumi in Beit Jala etwa zwei Kilometer entfernt vom alten Standort, dessen Einweihung feierlich am 16. April 1961 stattfand. Zu dieser Zeit wurde die Evangelisch-Lutherische Kirche in Jordanien selbstständig.
- 1975 Der Jerusalemsverein und die Schule wurde in das Berliner Missionswerk übernommen, der die Gemeinde- und Schularbeit der Evangelisch-Lutherischen Kirche unterstützt und Ausbildungspatenschaften für palästinensische Schülerinnen und Schüler vermittelt.
- Seit 1988 gibt es durch Streiks und die israelische Militärverwaltung immer wieder starke Behinderungen des Schulbetriebes und teilweise angeordnete Schulschließungen. Der Schulbetrieb leidet unter den von der Militärverwaltung angeordneten Ausgangssperren.
- Seit 2017 kann sich die Schule zu den Exzellenten Deutschen Auslandsschulen zählen und im 2022 wurde im Beisein der früheren palästinensischen Botschafterin in Deutschland Khouloud Daibes abu Dayyeh ein Neubau eingeweiht.[1]

## Struktur
Nach dem Abschluss der zwölften Klasse können die Schüler das Tauwjihi (palästinensisches Abitur) machen und die Deutsche Internationale Abiturprüfung (DIAP) ablegen, womit sie sich für das Studium an der Universität qualifizieren. Das Tauwjihi wird in zwei Zügen angeboten: Arts (Sozialwissenschaftlicher Zug) oder Science (Naturwissenschaftlicher Zug). Auf dem Gelände befindet sich zudem ein Kindergarten, eine Berufsfachschule (Community College) und ein Gästehaus.

## Außerschulische Aktivitäten
In Talitha Kumi gibt es die einzige Pfadfindergruppe des Verbandes Christlicher Pfadfinderinnen und Pfadfinder (VCP) außerhalb Deutschlands. Die Gruppe wird von der Fachgruppe Israel/Naher Osten des VCP unterstützt.

## Auszeichnungen
- 2019 Barbara-Schadeberg-Preis, Sonderpreis für das religiöse Bildungskonzept und das gute Miteinander christlicher und muslimischer Schülerinnen und Lehrerinnen[26]